# Reffuveille
Reffuveille est une commune française, située dans le département de la Manche en région Normandie, peuplée de 537 habitants.

## Géographie

### Hydrographie
La commune est située dans le bassin Seine-Normandie. Elle est drainée par la Douenne, l'Oir, la Loteraie, le ruisseau de la Gesberdiere, le ruisseau de la Tullerie, le cours d'eau 01 de la Paturlière, le cours d'eau 01 du Bois Herbert, le cours d'eau 02 de la Paturlière, le fossé 01 de la Gillardière, le fossé 01 des Erailles, le fossé 01 du Bois Ambroise et le ruisseau du Moulinet,,.
La Douenne, d'une longueur de 14 km, prend sa source dans la commune  et se jette  dans la Sélune à Saint-Hilaire-du-Harcouët, après avoir traversé cinq communes. 
L'Oir, d'une longueur de 21 km, prend sa source dans la commune  et se jette  dans la Sélune en limite de Ducey-Les Chéris et de Saint-Quentin-sur-le-Homme, face à la commune de Poilley, après avoir traversé six communes. 

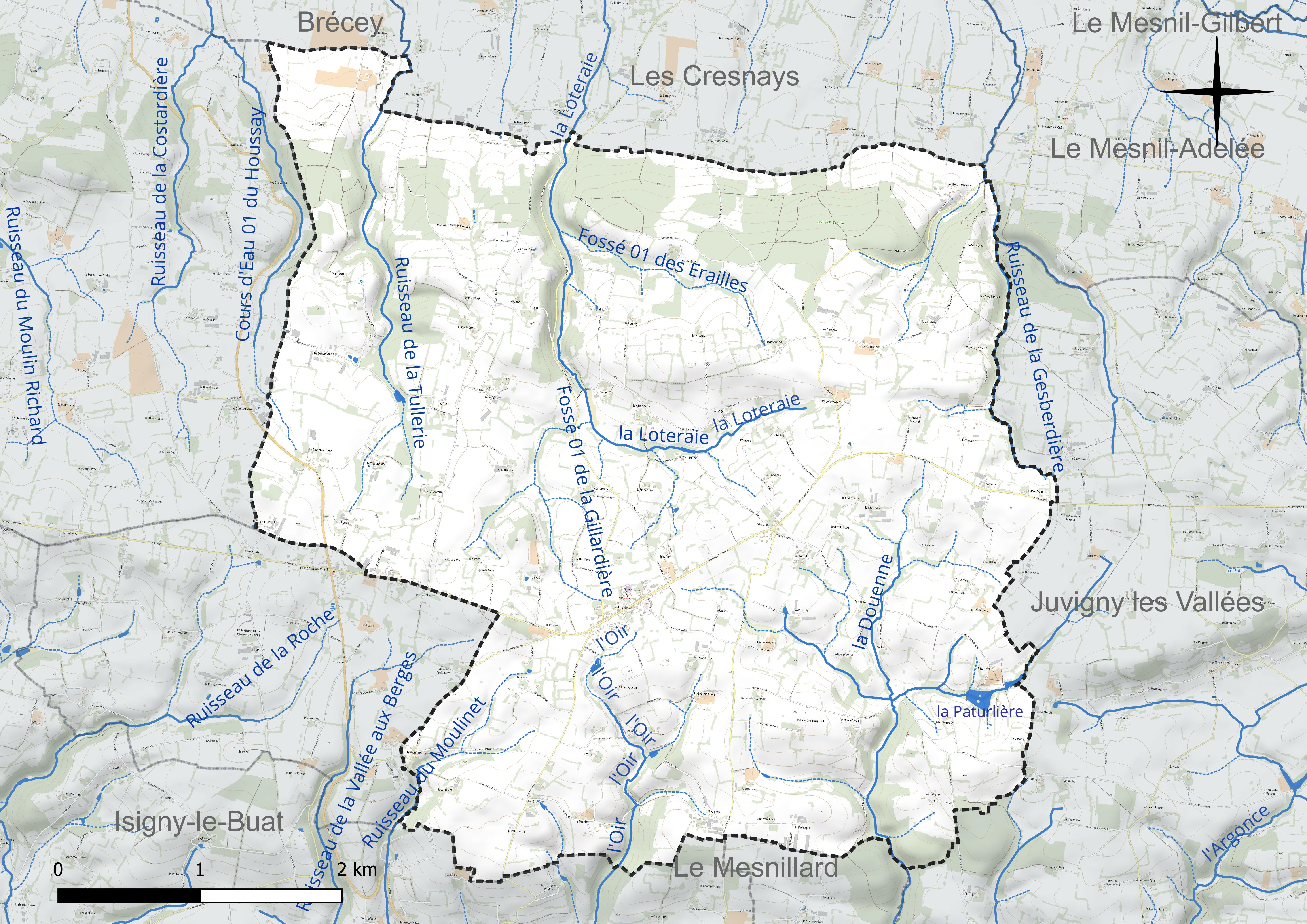
Réseau hydrographique de Reffuveille.

Un plan d'eau complète le réseau hydrographique : la Paturlière (1,8 ha),.

### Climat
Pour des articles plus généraux, voir Climat de la Normandie et Climat de la Manche.
En 2010, le climat de la commune est de type climat océanique franc, selon une étude du CNRS s'appuyant sur une série de données couvrant la période 1971-2000. En 2020, Météo-France publie une typologie des climats de la France métropolitaine dans laquelle la commune est exposée à un climat océanique et est dans une zone de transition entre les régions climatiques « Normandie (Cotentin, Orne) » et « Bretagne orientale et méridionale, Pays nantais, Vendée ». Parallèlement le GIEC normand, un groupe régional d’experts sur le climat, différencie quant à lui, dans une étude de 2020, trois grands types de climats pour la région Normandie, nuancés à une échelle plus fine par les facteurs géographiques locaux. La commune est, selon ce zonage, exposée à un « climat contrasté des collines », correspondant au Bocage normand, bien arrosé, voire très arrosé sur les reliefs les plus exposés au flux d’ouest, et frais en raison de l’altitude.
Pour la période 1971-2000, la température annuelle moyenne est de 10,3 °C, avec une amplitude thermique annuelle de 13,1 °C. Le cumul annuel moyen de précipitations est de 1 165 mm, avec 15,4 jours de précipitations en janvier et 10,2 jours en juillet. Pour la période 1991-2020, la température moyenne annuelle observée sur la station météorologique la plus proche, située sur la commune de Saint-Hilaire-du-Harcouët à 10 km à vol d'oiseau, est de 11,5 °C et le cumul annuel moyen de précipitations est de 929,5 mm,. Pour l'avenir, les paramètres climatiques de la commune estimés pour 2050 selon différents scénarios d’émission de gaz à effet de serre sont consultables sur un site dédié publié par Météo-France en novembre 2022.

## Urbanisme

### Typologie
Au 1er janvier 2024, Reffuveille est catégorisée commune rurale à habitat très dispersé, selon la nouvelle grille communale de densité à sept niveaux définie par l'Insee en 2022.
Elle est située hors unité urbaine et hors attraction des villes,.

### Occupation des sols
L'occupation des sols de la commune, telle qu'elle ressort de la base de données européenne d’occupation biophysique des sols Corine Land Cover (CLC), est marquée par l'importance des territoires agricoles (84,5 % en 2018), en diminution par rapport à 1990 (85,6 %). La répartition détaillée en 2018 est la suivante : prairies (49,3 %), zones agricoles hétérogènes (19,6 %), terres arables (15,6 %), forêts (14,4 %), zones urbanisées (1,1 %). L'évolution de l’occupation des sols de la commune et de ses infrastructures peut être observée sur les différentes représentations cartographiques du territoire : la carte de Cassini (XVIIIe siècle), la carte d'état-major (1820-1866) et les cartes ou photos aériennes de l'IGN pour la période actuelle (1950 à aujourd'hui).

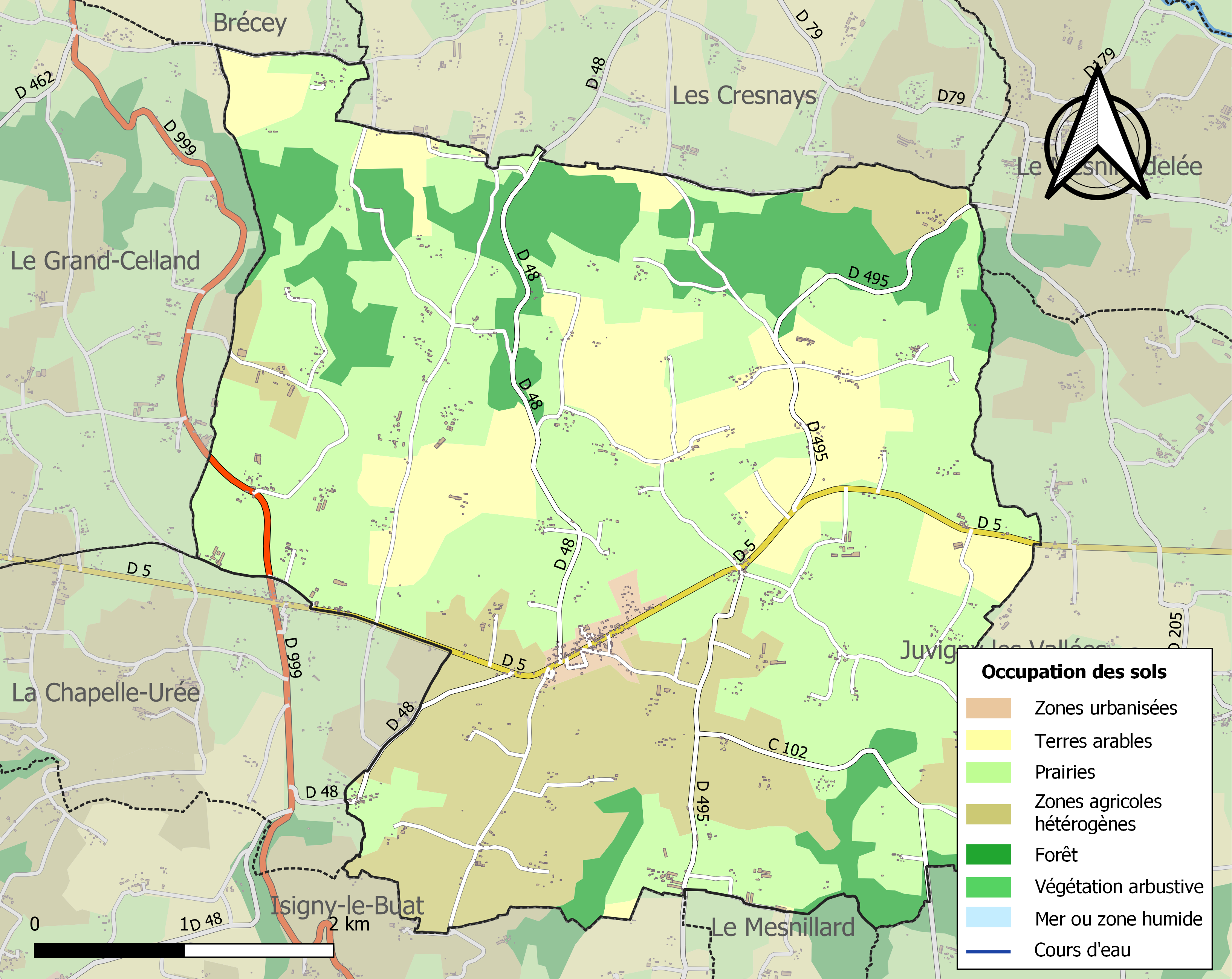
Carte des infrastructures et de l'occupation des sols de la commune en 2018 (CLC).

## Toponymie
Le nom de la localité est attesté sous les formes Rufavetula en 1115, Rufavilla en 1191, Ruffevielle en 1198, Ruffavetula vers 1200, Rufeveitle vers 1200, Ruffevielles en 1235, Rufeville en 1317, Ruffuveille en 1488.
Déformation, par métathèse, de l'ancienne forme Ruffeveille dont le second élément est le produit du latin vitula « génisse », le premier reposant sans doute sur le germanique hruf « escarre », « croûte » (dans les parlers du nord de la Manche, « jeter sa rouèfe », « muer », « changer de peau »), signifiant « le lieu où il y a une génisse à la peau malade ».
Le gentilé est Reffuveillais.

## Histoire
En 1601, Gilles de La Broise, sieur de la Goutelle et de la Grippière à Reffuveille, acquiert le fief de la Chapelle-Urée et du Boulevert.

## Politique et administration

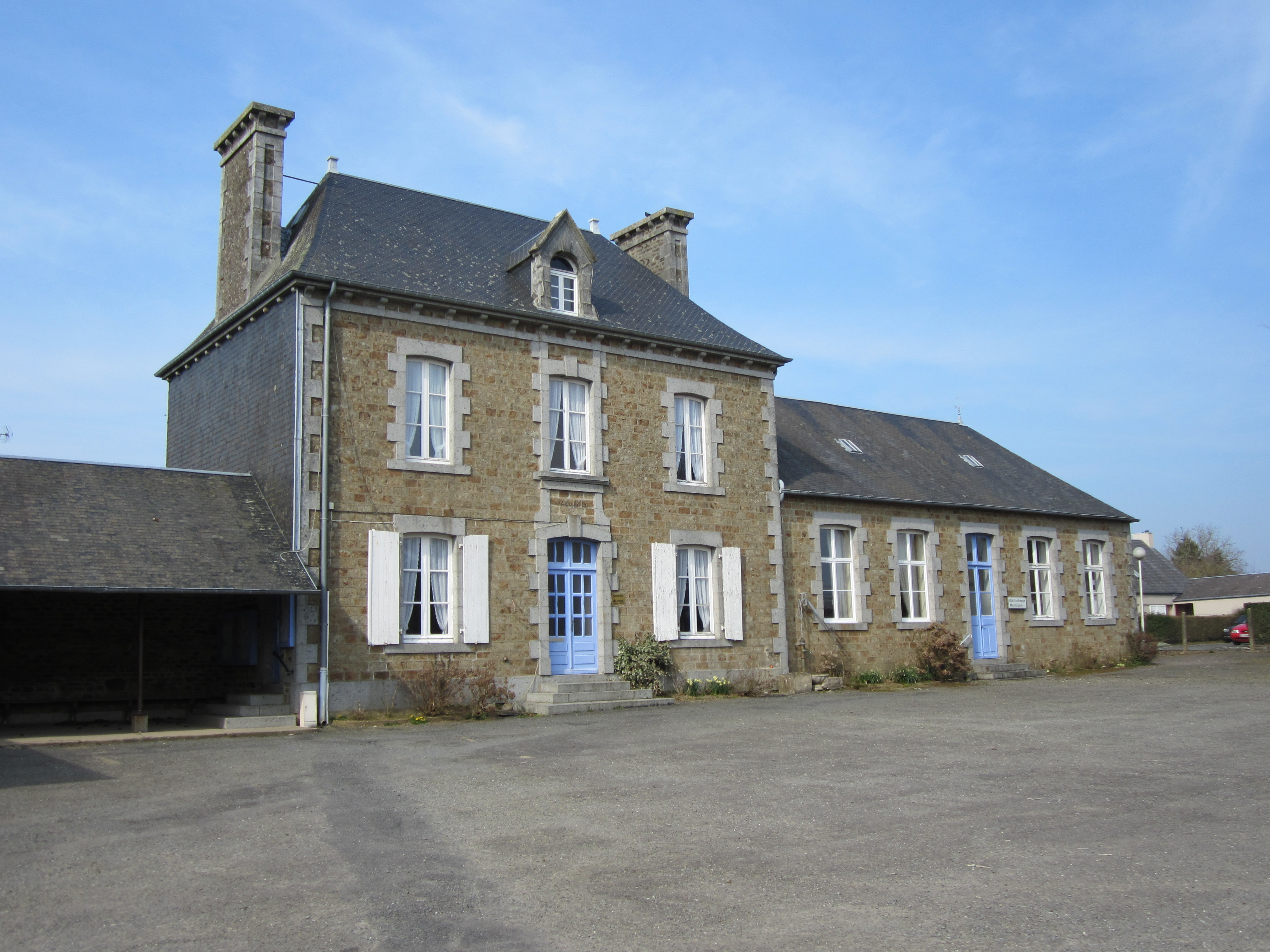
Mairie.

| Période                                  | Période   | Identité                     | Étiquette | Qualité                       |
| ---------------------------------------- | --------- | ---------------------------- | --------- | ----------------------------- |
| 1826                                     | 1843      | Jean-Julien-Denis Delaunay   |           |                               |
| 1872                                     | 1884      | Gabriel Lemardeley           |           |                               |
| 1884                                     | 1906      | Léon Turquetil               |           |                               |
| 1912                                     | 1924      | Turquetil, fils du précédent |           |                               |
| 1924                                     | 1974      | Louis Vennat                 |           | Négociant, conseiller général |
| 1995                                     | mars 2008 | Odile Caillebotte            | SE        |                               |
| mars 2008                                | En cours  | Jacques Vary                 | SE        | Agriculteur                   |
| Les données manquantes sont à compléter. |           |                              |           |                               |

## Démographie
L'évolution du nombre d'habitants est connue à travers les recensements de la population effectués dans la commune depuis 1793. Pour les communes de moins de 10 000 habitants, une enquête de recensement portant sur toute la population est réalisée tous les cinq ans, les populations de référence des années intermédiaires étant quant à elles estimées par interpolation ou extrapolation. Pour la commune, le premier recensement exhaustif entrant dans le cadre du nouveau dispositif a été réalisé en 2007.
En 2022, la commune comptait 537 habitants, en évolution de +6,34 % par rapport à 2016 (Manche : −0,31 %, France hors Mayotte : +2,11 %).
| 1793  | 1800  | 1806  | 1821  | 1831  | 1836  | 1841  | 1846  | 1851  |
| ----- | ----- | ----- | ----- | ----- | ----- | ----- | ----- | ----- |
| 1 200 | 1 183 | 1 136 | 1 016 | 1 200 | 1 340 | 1 337 | 1 417 | 1 408 |

| 1856  | 1861  | 1866  | 1872  | 1876  | 1881  | 1886  | 1891  | 1896  |
| ----- | ----- | ----- | ----- | ----- | ----- | ----- | ----- | ----- |
| 1 352 | 1 371 | 1 372 | 1 383 | 1 385 | 1 356 | 1 289 | 1 237 | 1 140 |

| 1901  | 1906  | 1911  | 1921  | 1926  | 1931  | 1936  | 1946  | 1954  |
| ----- | ----- | ----- | ----- | ----- | ----- | ----- | ----- | ----- |
| 1 142 | 1 152 | 1 131 | 1 034 | 1 046 | 1 118 | 1 124 | 1 059 | 1 011 |

| 1962 | 1968 | 1975 | 1982 | 1990 | 1999 | 2006 | 2007 | 2012 |
| ---- | ---- | ---- | ---- | ---- | ---- | ---- | ---- | ---- |
| 957  | 842  | 690  | 579  | 534  | 496  | 473  | 470  | 498  |

| 2017 | 2022 | - | - | - | - | - | - | - |
| ---- | ---- | - | - | - | - | - | - | - |
| 509  | 537  | - | - | - | - | - | - | - |

## Lieux et monuments
- Église Saint-Léonard (XIXe siècle), nouvel édifice construit en 1848 tout en pierre même la flèche. Elle abrite un maître-autel et son retable du XIXe, une chaire à prêcher du XVIIIe, des fonts baptismaux du XVIIe, un aigle lutrin du XIXe, les statues de saint Jacques du XIXe, de saint Léonard du XVIIIe, une Vierge à l'Enfant du XIXe, un tableau de l'Assomption du XIXe[36].

En 1162, Guillaume de Saint-Jean, sa femme Olive, et son frère Robert donnèrent l'église à l'abbaye de La Lucerne.
- Oratoire Notre-Dame de Launay.
- Chapelle du Grand Clos.
- Chapelle Notre-Dame-de-Pitié (XVIIe siècle).
- Chapelle de Signy (1620) avec ses statues.
- Calvaire de cimetière du XVIIe siècle qui marque l'emplacement de l'ancienne église au vieux bourg.
- Croix datée de 1760 dans la rue principale.
- Dolmen et/ou pierre taillée naturellement en forme de chaise dite Chaise Berthe au village du Petit-Bois.